# Monasterio de San Martín (Villaviciosa)
El monasterio de San Martín del Mar está situado en el concejo asturiano de Villaviciosa.
El monasterio antiguo es anterior al año 905 y estaba situado en una isla enfrente del lugar que ocupa hoy en día.
De este antiguo templo se conserva una celosía en el actual iglesia.